# Giuseppe Failla
Giuseppe Failla (ur. 8 grudnia 1954 w Katanii) – włoski brydżysta, World International Master (WBF), European Master oraz European Champion w kategorii Open (EBL).
Giuseppe Failla od roku 2014 jest członkiem Komisji Systemów EBL. Jest również wiceprezydentem Włoskiej Federacji Brydżowej (FIGB – Federazione Italiana Gioco Bridge).
Giuseppe Failla wielokrotnie był niegrającym kapitanem lub coachem drużyn włoskich.

## Wyniki brydżowe

### Olimpiady
Na olimpiadach uzyskał następujące rezultaty:
| Olimpiady brydżowe. Zawody teamów | Olimpiady brydżowe. Zawody teamów | Olimpiady brydżowe. Zawody teamów    | Olimpiady brydżowe. Zawody teamów | Olimpiady brydżowe. Zawody teamów | Olimpiady brydżowe. Zawody teamów |
| Rok                               | Miejsce                           | Zawody                               | Kategoria                         | Drużyna                           | Pozycja                           |
| --------------------------------- | --------------------------------- | ------------------------------------ | --------------------------------- | --------------------------------- | --------------------------------- |
| 1998                              | Lozanna                           | 1. Mistrzostwa o Wielką Nagrodę MKOL | Open                              | Italy                             | 6                                 |

### Zawody światowe
W światowych zawodach zdobył następujące lokaty:
| Mistrzostwa Świata. Konkurencja teamów | Mistrzostwa Świata. Konkurencja teamów | Mistrzostwa Świata. Konkurencja teamów | Mistrzostwa Świata. Konkurencja teamów | Mistrzostwa Świata. Konkurencja teamów | Mistrzostwa Świata. Konkurencja teamów |
| Rok                                    | Miejsce                                | Zawody                                 | Kategoria                              | Drużyna                                | Pozycja                                |
| -------------------------------------- | -------------------------------------- | -------------------------------------- | -------------------------------------- | -------------------------------------- | -------------------------------------- |
| 2011                                   | Veldhoven                              | 40. Mistrzostwa Świata Teamów          | Trans                                  | Villa Fabbriche                        | 105                                    |
| 2010                                   | Filadelfia                             | 13. Seria Mistrzostw Świata            | Open                                   | Villa Fabbriche                        | 97                                     |
| 2006                                   | Werona                                 | 12. Mistrzostwa Świata                 | Open                                   | Villa Fabbriche                        | 17                                     |
| 2002                                   | Montreal                               | 11. Mistrzostwa Świata                 | Open                                   | Attanasio                              | 5                                      |
| 2000                                   | Southampton                            | 34. Mistrzostwa Świata Teamów          | Trans                                  | De Falco                               | 8                                      |
| 2000                                   | Southampton                            | 34. Mistrzostwa Świata Teamów          | Open                                   | Italy                                  | 5                                      |
| 1998                                   | Lille                                  | 10. Mistrzostwa Świata                 | Open                                   | Mosca                                  | 33                                     |
| 1994                                   | Albuquerque                            | 9. Mistrzostwa Świata                  | Open                                   | Mosca                                  | 5                                      |

| Mistrzostwa Świata. Konkurencja par | Mistrzostwa Świata. Konkurencja par | Mistrzostwa Świata. Konkurencja par | Mistrzostwa Świata. Konkurencja par | Mistrzostwa Świata. Konkurencja par | Mistrzostwa Świata. Konkurencja par |
| Rok                                 | Miejsce                             | Zawody                              | Kategoria                           | Partner                             | Pozycja                             |
| ----------------------------------- | ----------------------------------- | ----------------------------------- | ----------------------------------- | ----------------------------------- | ----------------------------------- |
| 2010                                | Filadelfia                          | 13. Mistrzostwa Świata              | Open                                | Dario Attanasio                     | 91                                  |
| 2010                                | Filadelfia                          | 13. Mistrzostwa Świata              | Open IMP                            | Dario Attanasio                     | 25                                  |
| 2002                                | Montreal                            | 11. Mistrzostwa Świata              | Open                                | Dario Attanasio                     | 148                                 |
| 1990                                | Genewa                              | 8. Mistrzostwa Świata               | Open                                | Dario Attanasio                     | 59                                  |

### Zawody europejskie
W europejskich zawodach zdobył następujące lokaty:
| Zawody europejskie. Konkurencja teamów | Zawody europejskie. Konkurencja teamów | Zawody europejskie. Konkurencja teamów | Zawody europejskie. Konkurencja teamów | Zawody europejskie. Konkurencja teamów | Zawody europejskie. Konkurencja teamów |
| Rok                                    | Miejsce                                | Zawody                                 | Kategoria                              | Drużyna                                | Pozycja                                |
| -------------------------------------- | -------------------------------------- | -------------------------------------- | -------------------------------------- | -------------------------------------- | -------------------------------------- |
| 2014                                   | Abacja                                 | 52. Mistrzostwa Europy Teamów          | Seniorzy                               | Italy                                  | 21                                     |
| 2013                                   | Ostenda                                | 6. Otwarte Mistrzostwa Europy          | Miksty                                 | Failla                                 | 72                                     |
| 2013                                   | Ostenda                                | 6. Otwarte Mistrzostwa Europy          | Open                                   | Villa Fabbriche                        | 51                                     |
| 2010                                   | Izmir                                  | 9. Puchar Europy Teamów                | Open                                   | Villa Fabbriche Ita                    | 7                                      |
| 2009                                   | San Remo                               | 4. Otwarte Mistrzostwa Europy          | Open                                   | Villa Fabbriche                        | 5                                      |
| 1999                                   | Malta                                  | 44. Mistrzostwa Europy Teamów          | Open                                   | Italy                                  | 1                                      |

| Zawody europejskie. Konkurencja par | Zawody europejskie. Konkurencja par | Zawody europejskie. Konkurencja par | Zawody europejskie. Konkurencja par | Zawody europejskie. Konkurencja par | Zawody europejskie. Konkurencja par |
| Rok                                 | Miejsce                             | Zawody                              | Kategoria                           | Partner                             | Pozycja                             |
| ----------------------------------- | ----------------------------------- | ----------------------------------- | ----------------------------------- | ----------------------------------- | ----------------------------------- |
| 2013                                | Ostenda                             | 6. Otwarte Mistrzostwa Europy       | Open                                | Andrea Failla                       | 85                                  |
| 2001                                | Sorrento                            | 11. Mistrzostwa Europy Par          | Open                                | Dario Attanasio                     | 93                                  |
| 1997                                | Haga                                | 9. Mistrzostwa Europy Par           | Open                                | Dario Attanasio                     | 46                                  |
| 1995                                | Rzym                                | 8. Mistrzostwa Europy Par           | Open                                | Dario Attanasio                     | 15                                  |
| 1991                                | Montecatini                         | 6. Mistrzostwa Europy Par           | Open                                | Dario Attanasio                     | 51                                  |
| 1989                                | Salsomaggiore                       | 5. Mistrzostwa Europy Par           | Open                                | Dario Attanasio                     | 41                                  |

## Klasyfikacja
- Giuseppe Failla – klasyfikacja WBF (ang.)
- Giuseppe Failla – klasyfikacja EBL (ang.)